# 吉爾 (科羅拉多州)
吉爾（英語：Gill）是位於美國科羅拉多州韋爾德縣的一個非建制地區。該地的面積和人口皆未知。

## 地理
吉爾的座標為40°27′14″N 104°32′30″W / 40.45389°N 104.54167°W，而該地的平均海拔高度為1427米（即4682英尺）。